# Amilcare Paulucci

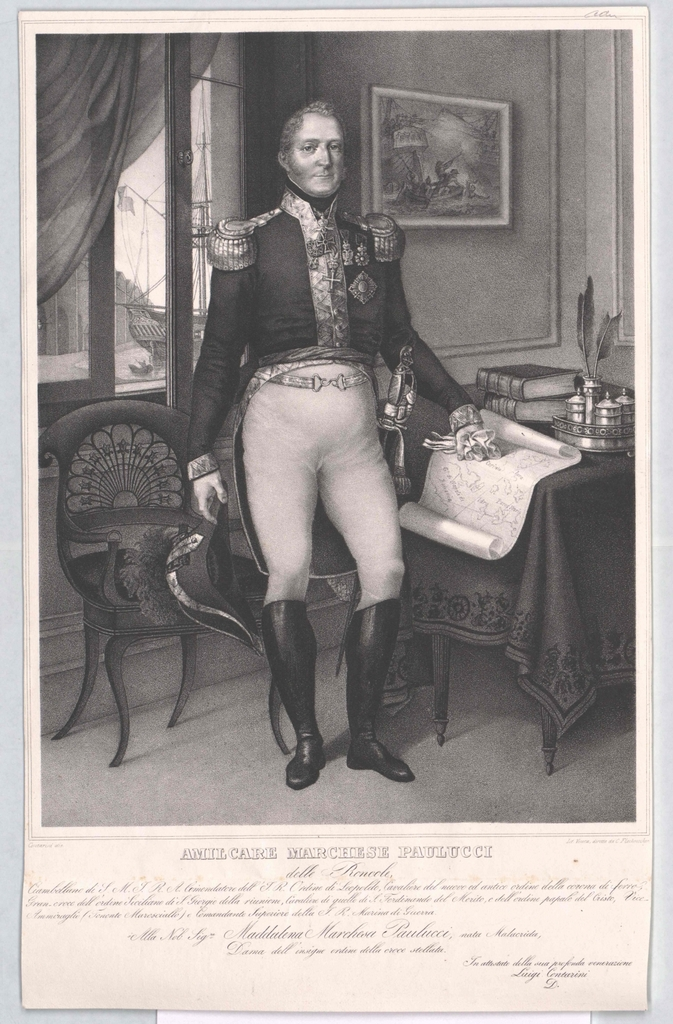
Markies van Roncole, viceadmiraal en opperbevelhebber van de Oostenrijkse oorlogsvloot

Amilcare Ambrosio Paulucci (Modena, 11 januari 1776 – Padua, 17 maart 1845), markies van Roncole, was een Italiaans edelman en officier in drie verschillende legers. Zijn hoogste graden waren als volgt: vaandeldrager in de vloot van het koninkrijk Napels en Sicilië; Frans brigadegeneraal in Napoleontische dienst; generaal-majoor en viceadmiraal van het Oostenrijkse koninkrijk Lombardije-Venetië.
Zijn Oostenrijkse periode was de langste – 31 jaar – en Paulucci drukte zijn stempel, eenmaal als opperbevelhebber van de oorlogsvloot, op de modernisering ervan in Venetië.

## Levensloop

### Hertogdom Modena
Zijn ouders waren markies Giuseppe Paulucci delle Roncole en markiezin Claudia Scutellari Ajani. Paulucci’s vader was diplomaat voor de hertog van Modena en zijn moeder was nog hofdame in Madrid geweest. Toen Paulucci negen jaar was, stierf zijn vader (1785). Om den brode verhuisde Paulucci naar Napels, om in dienst van de vloot van het Bourbonregime te treden.

### Koninkrijk Napels en Sicilië
Na een marineopleiding in de Militaire School Nunziatella, diende Paulucci als officier op fregatten. In 1792 ontving hij een bevordering tot subbrigadegeneraal. In april 1796 kaapten Barbarijse zeerovers zijn schip de “Diligente”, die voor de kust van Ustica lag nabij Sicilië. De piraten brachten Paulucci over naar Tunis waar hij acht maanden in slavernij doorbracht. Terug in Napels moest hij voor de krijgsraad verschijnen op beschuldiging van laksheid bij zijn gevangenneming. Hij werd vrijgesproken, waarna een bevordering volgde tot vaandeldrager in 1797.
Toen het Franse leger onder leiding van Napoleon Bonaparte het koninkrijk Napels en Sicilië overnam, nam Paulucci ontslag uit de Bourbonvloot. Hij bood zich in Napels aan bij de Marine Nationale van Frankrijk (1799).

### Cisalpijnse republiek
Paulucci werd gedetacheerd van Napels naar Genua. Hij verdedigde mee de stad tijdens de Oostenrijks-Engelse belegering. Omwille van zijn vlootervaring werkte hij op de Generale Staf van de Fransen in Genua; officieel was hij officier in het leger van de Cisalpijnse Republiek. In 1802 werd Paulucci bevorderd tot bevelhebber van een vlootbataljon. De Cisalpijnse vloot bezat geen grote schepen en had aan de Tyrreense Zee nauwelijks kustlijn. Vandaar wijdde Paulucci zich aan de bewapening van kanonneerboten en kleine galjoenen, aangezien hij hiermee vlot de koopvaardijschepen kon begeleiden. Hij leidde matrozen op tot schutters. In de periode van de Cisalpijnse republiek huwde hij met de edeldame Maddalena Malacrida; het echtpaar kreeg later drie kinderen.

### Franse koninkrijk Italië
Napoleon Bonaparte riep het koninkrijk Italië uit en annexeerde Venetië. Paulucci en zijn gezin vestigden zich in Venetië. Hij werd bevorderd tot capitano di vascello, te vergelijken met de graad van kolonel. De annexatie van Venetië betekende voor de Fransen een aanwinst van grote schepen. Bovendien kochten de Fransen nieuwe schepen aan, want Venetië moest een bruggenhoofd worden tegen elke Oostenrijkse expansie in de Adriatische Zee. Om de vloot uit te bouwen en te bewapenen werkte Paulucci nauw samen met commissaris-generaal Louis Bertin, de Franse regeringscommissaris in Venetië. Paulucci leidde een Franse vloot bemand door Italianen en Dalmatiërs.
De Britse vloot nam hen in het nauw nabij Corfu. Paulucci gaf zich snel over omwille van het Britse overwicht aan kanonnen (1808). Paulucci bracht vier jaren in gevangenschap door op Malta (1808-1812), tot hij kon ontsnappen. Hij keerde naar Italië terug en hervatte zijn dienst pas in 1813 toen de Fransen en de Britten zijn vrijlating hadden ingebed in een grote gevangenenruil. Met de graad van adjudant-commandant voer hij oorlogscampagne tegen de Oostenrijkers in Noord-Italië. Nadat hij gewond geraakte in Lipizza, nabij Triëst, werd hij bevorderd tot brigadegeneraal (1813). Het Franse regime wankelde. Niettemin hield Paulucci zich nog bezig met het rekruteren van vrijwilligers voor Franse dienst. In 1814 bevond Paulucci zich in Milaan toen de Oostenrijkers Noord-Italië annexeerden.

### Oostenrijks koninkrijk Lombardije-Venetië

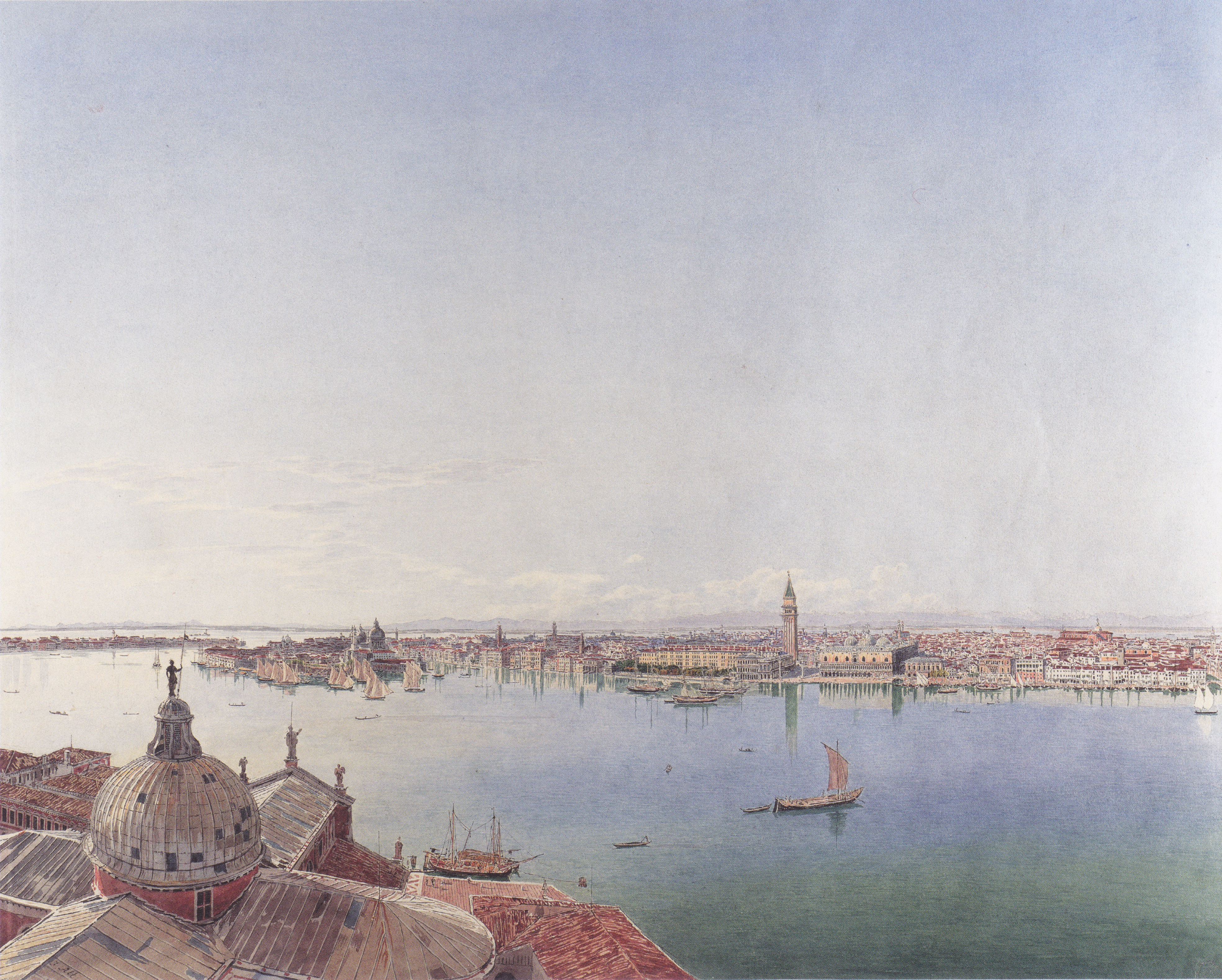
Venetië, begin 19e eeuw

In Milaan werd generaal Paulucci onmiddellijk ingeschakeld in het Oostenrijks militair bestuur. Paulucci werd officier van het koninkrijk Lombardije-Venetië. Zijn taak bestond erin de oude Frans-Italiaanse regimenten in te schakelen in het Oostenrijks leger. Paulucci werd bevorderd tot generaal-majoor door de regering in Wenen en overgeplaatst naar Brno (1815) en Praag (1818). Hij werd hofadviseur in de Raad van Oorlog in Wenen. De regering in Wenen wenste de vlootervaring van generaal Paulucci te gelde te maken. In 1819 ontving Paulucci een opdracht tot inspectie van de militaire haven van Venetië. Paulucci stelde er wantoestanden vast, zowel in de opleiding en bewapening als financiële malversaties. De Generale Staf in Wenen stelde Paulucci aan als bevelhebber van de Oostenrijkse marine om hun koopvaardijschepen te beschermen in de Ionische Zee en Egeïsche Zee (1821). Griekse piraten vormden een hindernis voor de Oostenrijkse vloot. Paulucci werd bij zijn terugkeer benoemd tot opperbevelhebber van de Oostenrijkse marine in Venetië (1823). Zijn gezin vestigde zich in het luxueuze Palazzo Erizzo in Venetië.
Van 1824 tot zijn verplichte opruststelling in 1844 leidde Paulucci de Oostenrijkse oorlogsvloot. Hij beijverde de opleiding van matrozen, plande militaire bescherming en begeleiding van koopvaardijschepen en bleef in nauw contact met de regering in Wenen. Hij zorgde voor een herinrichting van het Arsenaal van Venetië. Bovendien wenste hij dat de militairen er Italiaans als diensttaal spraken. Hij verbleef steeds in Venetië, met uitzondering van een vlootexpeditie in 1826. In 1829 werd hij bevorderd tot schout-bij-nacht en in 1830 tot viceadmiraal; tevens kreeg hij een benoeming tot Geheimraad van de keizer in Wenen.
In 1830 organiseerde viceadmiraal Paulucci een succesvolle expeditie tegen Marokkaanse kapers en in 1840 tegen kapers afkomstig van de Syrische kust. De ster van Paulucci daalde toen hij de muiterij niet onder controle kreeg die de gebroeders Bandiera op touw zetten. Twee van Paulucci’s neven waren zelfs betrokken bij de samenzwering. De muiterij was, politiek gesproken, anti-Oostenrijks. In 1844 was het geduld van Wenen op en moest Paulucci zijn ambt verlaten.
Het gezin verhuisde van Venetië naar een landgoed net buiten Padua (1844). Markies Paulucci werd kort nadien ziek. Na transport naar de medische faculteit van Padua verzuchtte Paulucci dat na jarenlange militaire carrière hij toch op een rustige oude dag had gehoopt. Hij stierf in Padua in 1845.